# Igreja de São Miguel do Fetal (Viseu)
A Igreja de São Miguel de Fetal, ou Capela de São Miguel do Fetal, é um templo da cidade de Viseu, situado na Rua Simões Dias, datando da primeira metade do século XVIII.

## Descrição
A sua fachada apresenta um frontão triangular e um pórtico ladeado superiormente por duas janelas também com frontões triangulares; data da primeira metade do século XVIII.
No interior possui um retábulo joanino feito pelo entalhador Manuel Machado, natural de Santa Comba Dão, por escritura de obrigação de 30 de Agosto de 1752.